# Курбанай
Курбанай — поселок в Асекеевском районе Оренбургской области в составе сельского поселения  Новосултангуловский сельсовет.

## География
Находится на расстоянии примерно в 10 километрах на юг от районного центра Асекеево.

## Население
Население составляло 163 человека в 2002 году (91% татары),  150 по переписи 2010 года.